# Friedrich Bartels (Theologe)
Klaus Heinrich Friedrich Bartels (* 28. Januar 1903 in Nienburg/Weser; † 29. Juni 1973 in Hemmingen-Westerfeld) war ein deutscher lutherischer Theologe und Geistlicher Vizepräsident des Landeskirchenamtes Hannover.

## Leben
Geboren als Sohn eines Lehrers und Organisten und dessen Ehefrau besuchte Bartels das Realgymnasium seiner Heimatstadt Nienburg und nahm nach dem Abitur das Studium der Evangelischen Theologie in Göttingen auf. Im März 1926 bestand er die erste theologische Prüfung. Sein Vikariat absolvierte er bei Landesjugendpfarrer Kayser und am Predigerseminar Erichsburg. Nach der zweiten theologischen Prüfung im September 1928 und der Ordination am 28. Oktober des Jahres wurde er Pfarrkollaborator in Duderstadt, am 1. Juni 1930 Pastor in Neuhaus (Elbe). Nach der Beurlaubung der deutsch-christlichen Mitglieder trat Bartels als entschiedener Gegner der Deutschen Christen 1935 auf Veranlassung von Landesbischof Marahrens als geistlicher Hilfsarbeiter in das Landeskirchenamt ein. Er wurde am 1. Oktober 1936 Landeskirchenrat, am 19. März 1943 Oberlandeskirchenrat. Dem pfarramtlichen Dienst blieb er dabei verbunden: 1939/40 war er Prediger in der Schloßkirchengemeinde in Hannover.
1945 bis 1953 war Bartels „Verwalter der Pfarrstelle“ in Wettbergen an der Johannes-der-Täufer-Kirche.
Im Landeskirchenamt umfasste seine Zuständigkeit die kirchliche Unterweisung, Schularbeit, Sozialarbeit, Industriediakonie, Flüchtlings- und Vertriebenenfürsorge und die Evangelische Akademie in Loccum. Friedrich Bartels hat unter anderem entscheidende Anstöße für Gründung und Aufbau des Sozialmedizinischen Amtes der Landeskirche gegeben. Als Leiter des Schuldezernats hatte er besondere Verdienste um die Neukonzipierung des Verhältnisses zwischen Kirche und Schule. 1965 wurde er zum Geistlichen Vizepräsidenten des Landeskirchenamtes ernannt. Von 1970 bis 1972 war er Vorsitzender der Arbeitsgemeinschaft für Erwachsenenbildung im Bereich der Evangelischen Kirchen Niedersachsens.
Friedrich Bartels wurde auf dem Friedhof in Hemmingen-Westerfeld bestattet.

## Auszeichnungen

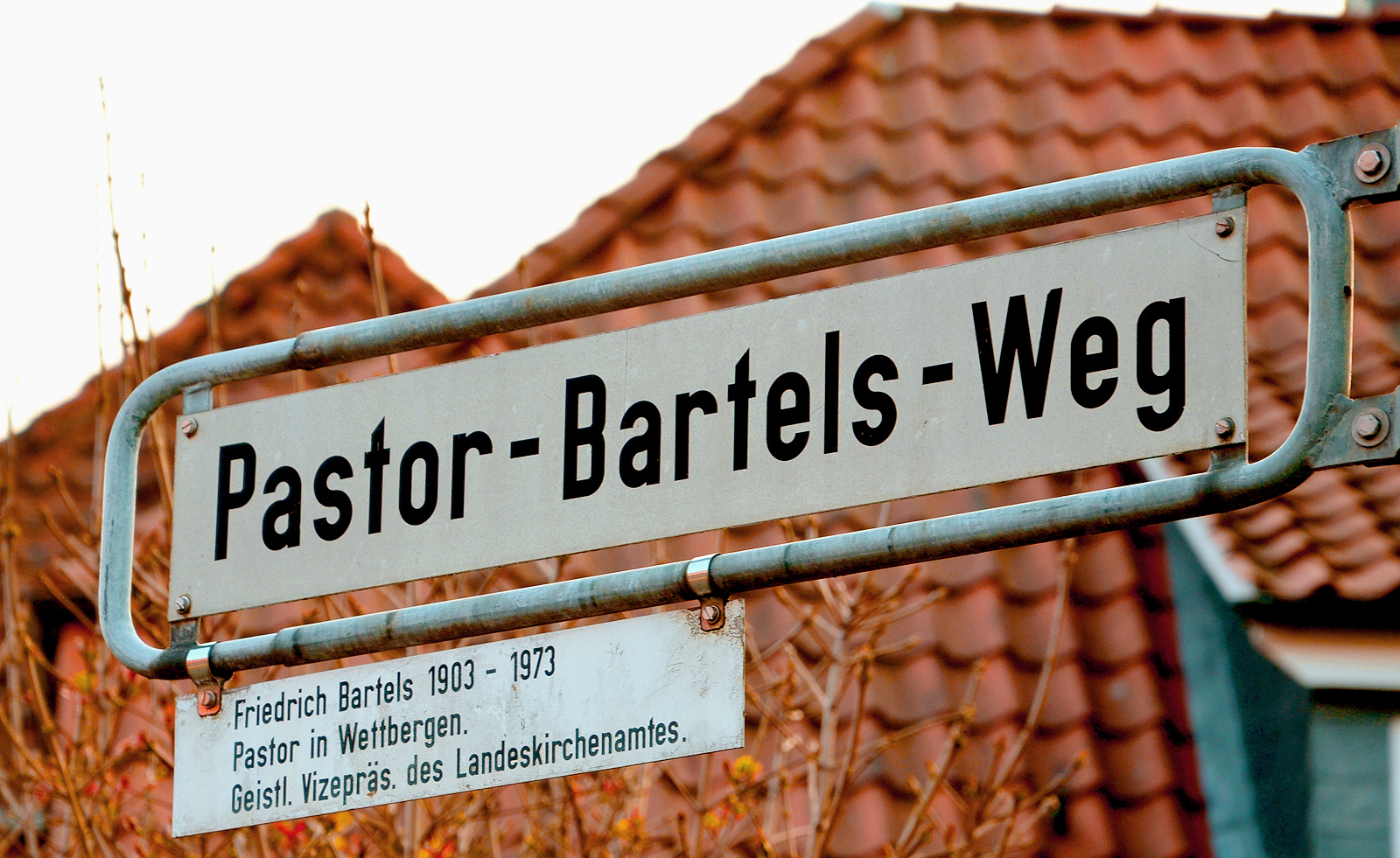
Straßenschild mit Legendentafel am Pastor-Bartels-Weg in Wettbergen

- 1969: Großes Verdienstkreuz des Verdienstordens der Bundesrepublik Deutschland
- Ehrendoktor der Theologischen Fakultät der Universität Göttingen
- Mit dem 1977 angelegten Pastor-Bartels-Weg in Wettbergen wurde der Pastor posthum geehrt.[4]

## Schriften
- Über Sinn und Widersinn der Strafe in der Erziehung. Pädagogische Überlegungen zu einer Tischrede Luthers. In: Klaus Wegenast u. Heinz Grosch (Hrsg.), Religionsunterricht unterwegs. Hamburg 1970, S. 105ff.
- Nachlass 1946-1969: Korrespondenzen, Manuskripte, Gutachten betr. Staatskirchenrecht, Verfassung der Landeskirche, Religionspädagogik, Flüchtlingsarbeit, Evangelische Akademie Loccum, im Landeskirchlichen Archiv, Hannover, 1 lfd. m mit Findbuch

## Archiv
- Nachlass im Landeskirchlichen Archiv Hannover (Bestand N 14)